# Leopold Sobel
Leopold Sobel (ur. 1946 w Warszawie) – polski dziennikarz, historyk i tłumacz żydowskiego pochodzenia, przebywający od 1964 na emigracji.

## Życiorys
Urodził się w Warszawie w rodzinie żydowskiej. Dzieciństwo spędził we Wrocławiu. W 1964 wyemigrował do Izraela, zostawiając rodziców w Polsce. W latach 1967–1971 studiował na Uniwersytecie Telawiwskim. W 1977 otrzymał stopień doktora z historii regionu bałtyckiego na Leeds University, po czym na Sheffield University ukończył studia podyplomowe w zakresie edukacji. W latach 1983–1992 pracował w Ministerstwie Obrony Wielkiej Brytanii.
Od 2002 jest redaktorem naczelnym internetowego magazynu „Plotkies”, adresowanego do pokolenia emigrantów marcowych. Od 1997 jest członkiem Reunion 68. Mieszka w Londynie.
Jego syn Alex Sobel zorganizował dyskusję w Izbie Gmin o polskiej ustawie o IPN.